# Карсоли
Карсоли (итал. Carsoli) је насеље у Италији у округу Л'Аквила, региону Абруцо.
Према процени из 2011. у насељу је живело 3617 становника. Насеље се налази на надморској висини од 612 м.

## Становништво
| 1931. | 1936. | 1951. | 1961. | 1971. | 1981. | 1991. | 2001. | 2011. |
| ----- | ----- | ----- | ----- | ----- | ----- | ----- | ----- | ----- |
| 7.011 | 7.009 | 6.850 | 5.815 | 4.805 | 4.682 | 5.068 | 5.086 | 5.419 |